# Деблер, Александр Адольфович
Александр Адольфович Деблер (17 ноября 1908, Харьков — 28 ноября 1981, Ленинград) — советский живописец, график и педагог, член Ленинградского Союза художников.

## Биография
Родился в Харькове. В 1926 окончил Омский педагогический техникум. В 1929 поступил на живописный факультет ленинградского ВХУТЕИНа. Занимался у Семёна Абугова, Александра Савинова, Кузьмы Петрова-Водкина. В 1937 окончил институт по мастерской А. И. Савинова с присвоением звания художника живописи. Дипломная работа — картина «Купание рыбаков». Участвовал в выставках с 1937 года. Писал портреты, пейзажи, жанровые картины. Сорок лет преподавал в ЛИЖСА им. И. Е. Репина, профессор, с 1957 декан живописного факультета. Был женат на художнице Лидии Шарлемань-Новосад (1915—1963).
Скончался 28 ноября 1981 года в Ленинграде на 74-м году жизни. Похоронен на Серафимовском кладбище.
Произведения А. А. Деблера находятся в ГРМ, в музеях и частных собраниях в России и за рубежом.

## Ученики
- Балдина Ирина Михайловна
- Весёлкин Игорь Петрович
- Гетманская Ирина Ивановна
- Ерёмин Алексей Григорьевич
- Позднеев Николай Матвеевич
- Саксон Владимир Станиславович
- Соколова Ариадна Леонидовна
- Фокин Леонид Андреевич
- Прядихин Александр Тимофеевич